# 야나기 유야
야나기 유야(일본어: 柳 裕也, 1994년 4월 22일 ~ )는 일본의 프로 야구 선수이며, 현재 센트럴 리그인 주니치 드래건스의 소속 선수(투수)이다. 미야자키현 미야코노조시 출신이다.

## 상세 정보

### 출신 학교
- 요코하마 고등학교
- 메이지 대학

### 선수 경력
- 주니치 드래건스(2017년 ~ )

### 수상·타이틀 경력

#### 타이틀
- 최우수 평균 자책점 : 1회(2021년)
- 최다 탈삼진 : 1회(2021년)

#### 수상
- 베스트 나인 : 1회(2021년) ※투수 부문
- 골든 글러브상 : 1회(2021년) ※투수 부문
- 센트럴·퍼시픽 교류전 우수 선수상 : 1회(2019년)
- 최우수 배터리상 : 1회(2021년) ※포수: 기노시타 다쿠야
- 월간 최우수 배터리상 : 3회
  - 2021년 3·4월 ※포수: 기노시타 다쿠야
  - 2021년 5월 ※포수: 기노시타 다쿠야
  - 2021년 8월 ※포수: 기노시타 다쿠야

### 개인 기록

#### 투수 기록
- 첫 등판 : 2017년 5월 23일, 대 요코하마 DeNA 베이스타스 10차전(요코하마 스타디움), 8회말에 4번째 투수로서 구원 등판, 1이닝 무실점
- 첫 탈삼진 : 상동, 8회말에 가지타니 다카유키로부터 헛스윙 삼진
- 첫 선발 등판 : 2017년 6월 3일, 대 도호쿠 라쿠텐 골든이글스 2차전(나고야 돔), 6이닝 4실점에서 패전 투수
- 첫 승리·첫 선발 승리 : 2017년 6월 18일, 대 사이타마 세이부 라이온스 3차전(나고야 돔), 7이닝 3실점[2]
- 첫 완투·첫 완봉 승리 : 2018년 4월 10일, 대 도쿄 야쿠르트 스왈로스 1차전(나고야 돔), 2피안타 6탈삼진 2볼넷[3]

#### 타격 기록
- 첫 타석 : 2017년 6월 3일, 대 도호쿠 라쿠텐 골든이글스 2차전(나고야 돔), 3회말에 미마 마나부로부터 루킹 삼진
- 첫 안타·첫 타점 : 2017년 6월 25일, 대 요미우리 자이언츠 12차전(도쿄 돔), 6회초에 야마구치 슌으로부터 유격 적시 내야 안타

#### 기타
- 올스타전 출장 : 2회(2019년, 2021년)

### 등번호
- 17(2017년 ~ )

### 연도별 투수 성적
| 연 도      | 소 속      | 등 판 | 선 발 | 완 투 | 완 봉 | 무 4 구 | 승 리 | 패 전 | 세 이 브 | 홀 드 | 승 률 | 타 자 | 이 닝 | 피 안 타 | 피 홈 런 | 볼 넷 | 고 4 | 몸 맞 | 탈 삼 진 | 폭 투 | 보 크 | 실 점 | 자 책 점 | 평 자 책 | W H I P |
| ---------- | ---------- | ----- | ----- | ----- | ----- | ------- | ----- | ----- | -------- | ----- | ----- | ----- | ----- | -------- | -------- | ----- | ---- | ----- | -------- | ----- | ----- | ----- | -------- | -------- | ------- |
| 2017년     | 주니치     | 11    | 7     | 0     | 0     | 0       | 1     | 4     | 0        | 0     | .200  | 202   | 50.1  | 42       | 5        | 12    | 0    | 0     | 45       | 2     | 0     | 25    | 25       | 4.47     | 1.07    |
| 2018년     | 주니치     | 10    | 10    | 1     | 1     | 0       | 2     | 5     | 0        | 0     | .286  | 237   | 53.1  | 59       | 2        | 18    | 0    | 2     | 42       | 0     | 0     | 34    | 31       | 5.23     | 1.44    |
| 2019년     | 주니치     | 26    | 26    | 1     | 0     | 0       | 11    | 7     | 0        | 0     | .611  | 703   | 170.2 | 165      | 21       | 38    | 2    | 3     | 146      | 3     | 0     | 69    | 67       | 3.53     | 1.19    |
| 2020년     | 주니치     | 15    | 15    | 0     | 0     | 0       | 6     | 7     | 0        | 0     | .462  | 365   | 85.0  | 87       | 10       | 29    | 3    | 6     | 88       | 3     | 0     | 38    | 34       | 3.60     | 1.36    |
| 2021년     | 주니치     | 26    | 26    | 2     | 2     | 0       | 11    | 6     | 0        | 0     | .647  | 676   | 172.0 | 133      | 11       | 41    | 1    | 3     | 168      | 3     | 0     | 47    | 42       | 2.20     | 1.01    |
| 통산 : 5년 | 통산 : 5년 | 88    | 84    | 4     | 3     | 0       | 31    | 29    | 0        | 0     | .517  | 2183  | 531.1 | 486      | 49       | 138   | 6    | 14    | 489      | 11    | 0     | 213   | 199      | 3.37     | 1.17    |

- 2021년 시즌 종료 기준
- 굵은 글씨는 시즌 최고 성적.

### 연도별 수비 성적
| 연도 | 소속   | 투수  | 투수  | 투수  | 투수  | 투수  | 투수     |
| 연도 | 소속   | 경 기 | 척 살 | 보 살 | 실 책 | 병 살 | 수 비 율 |
| ---- | ------ | ----- | ----- | ----- | ----- | ----- | -------- |
| 2017 | 주니치 | 11    | 4     | 7     | 0     | 1     | 1.000    |
| 2018 | 주니치 | 10    | 4     | 15    | 0     | 1     | 1.000    |
| 2019 | 주니치 | 26    | 10    | 27    | 1     | 1     | .974     |
| 2020 | 주니치 | 15    | 1     | 11    | 0     | 1     | 1.000    |
| 2021 | 주니치 | 26    | 12    | 37    | 0     | 2     | 1.000    |
| 통산 | 통산   | 88    | 31    | 97    | 1     | 6     | .992     |

- 2021년 시즌 종료 기준
- 굵은 글씨는 시즌 최고 성적.
- 연도에서 굵은 글씨는 골든 글러브상 수상 연도